# Färöische Fußballmeisterschaft der Frauen 2001
Die Färöische Fußballmeisterschaft der Frauen 2001 wurde in der 1. Deild genannten ersten färöischen Liga ausgetragen und war insgesamt die 17. Saison. Sie startete am 16. April 2001 und endete am 22. September 2001.
Die Aufsteiger B68 Toftir und B71 Sandur kehrten nach drei Jahren beziehungsweise einem Halbjahr in die höchste Spielklasse zurück. Meister wurde Titelverteidiger KÍ Klaksvík, die den Titel somit zum dritten Mal erringen konnten. Absteigen musste hingegen B71 Sandur nach einem Jahr Erstklassigkeit.
Im Vergleich zur Vorsaison verschlechterte sich die Torquote auf 4,53 pro Spiel, was den niedrigsten Schnitt seit 1996 bedeutete. Den höchsten Sieg erzielte KÍ Klaksvík durch ein 17:0 im Auswärtsspiel gegen B71 Sandur am letzten Spieltag der Endrunde, was zugleich das torreichste Spiel darstellte.

## Modus
Durch die Reduzierung auf vier Mannschaften in der 1. Deild spielte jedes Team zunächst in einer Vorrunde an sechs Spieltagen jeweils zwei Mal gegen jede andere. Der Letztplatzierte musste zudem noch zwei Relegationsspiele gegen den Drittplatzierten der 2. Deild um den Verbleib in der 1. Deild und der Teilnahme an der Endrunde austragen. Zusätzlich nahmen die beiden punktbesten Mannschaften der Vorrunde in der 2. Deild an der Endrunde der 1. Deild teil und spielten dort den Meister aus, die letzte Mannschaft der Endrunde stieg in die 2. Deild ab. Bei Punktgleichheit entschied erstmals der direkte Vergleich.

## Saisonverlauf

### Meisterschaftsentscheidung
B36 Tórshavn verlor zwar direkt das erste Spiel der Endrunde auswärts mit 0:2 gegen KÍ Klaksvík, setzte sich durch zwei Siege jedoch kurzzeitig an die Tabellenspitze, da KÍ am zweiten Spieltag VB Vágur mit 0:3 unterlag und an diese die Führung abgeben musste, wobei VB im direkten Duell am dritten Spieltag gegen B36 mit 1:2 unterlag. Aufgrund der besseren Tordifferenz schob sich am vierten Spieltag wieder KÍ vorbei und sollte die Tabellenführung auch nicht mehr abgeben, da alle weiteren Saisonspiele gewonnen wurden, so auch das Rückspiel im direkten Duell gegen die bis dahin punktgleiche Mannschaft von B36 Tórshavn am sechsten Spieltag mit 2:0. Die Entscheidung um die Meisterschaft fiel am vorletzten Spieltag, als B36 im Stadtderby gegen HB Tórshavn mit 0:1 unterlag und KÍ einen 17:0-Erfolg bei B71 Sandur feiern konnte.

### Abstiegskampf
B71 Sandur belegte vom ersten bis zum letzten Spieltag der Endrunde den Schlussrang. Der einzige Sieg gelang am dritten Spieltag durch eine Entscheidung am grünen Tisch, da HB Tórshavn nicht zum Spiel antrat. Nach dem neunten Spieltag und der 0:17-Heimniederlage gegen KÍ Klaksvík stand der Abstieg auch rechnerisch fest, zudem gewann der direkte Konkurrent B68 Toftir sein Heimspiel mit 2:0 gegen VB Vágur.

## Vorrunde

### Abschlusstabelle
| Pl. | Verein             | Sp. | S | U | N | Tore    | Diff. | Punkte |
| --- | ------------------ | --- | - | - | - | ------- | ----- | ------ |
| 1.  | KÍ Klaksvík (M, P) | 6   | 6 | 0 | 0 | 020:500 | +15   | 18     |
| 2.  | HB Tórshavn        | 6   | 2 | 1 | 3 | 011:180 | −7    | 07     |
| 3.  | VB Vágur           | 6   | 2 | 1 | 3 | 011:900 | +2    | 07     |
| 4.  | B36 Tórshavn       | 6   | 1 | 0 | 5 | 010:200 | −10   | 03     |

| (M) | Meister 2007     |
| (P) | Pokalsieger 2007 |

### Spiele und Ergebnisse
|              | B36 | HB  | KÍ  | VB  |
| ------------ | --- | --- | --- | --- |
| B36 Tórshavn |     | 3:5 | 1:2 | 1:2 |
| HB Tórshavn  | 1:4 |     | 0:4 | 3:2 |
| KÍ Klaksvík  | 6:1 | 4:1 |     | 2:1 |
| VB Vágur     | 4:0 | 1:1 | 1:2 |     |

## Endrunde

### Abschlusstabelle
| Pl. | Verein           | Sp. | S  | U | N  | Tore    | Diff. | Punkte |
| --- | ---------------- | --- | -- | - | -- | ------- | ----- | ------ |
| 1.  | B36 Tórshavn (P) | 12  | 10 | 1 | 1  | 046:140 | +32   | 31     |
| 2.  | HB Tórshavn      | 12  | 9  | 2 | 1  | 043:110 | +32   | 29     |
| 3.  | KÍ Klaksvík (M)  | 12  | 8  | 1 | 3  | 051:130 | +38   | 25     |
| 4.  | LÍF Leirvík      | 12  | 5  | 1 | 6  | 034:280 | +6    | 16     |
| 5.  | EB Eiði          | 12  | 3  | 2 | 7  | 011:270 | −16   | 11     |
| 6.  | NSÍ Runavík (N)  | 12  | 3  | 1 | 8  | 017:260 | −9    | 10     |
| 7.  | Skála ÍF         | 12  | 0  | 0 | 12 | 004:870 | −83   | 0      |

| (N) | Aufsteiger       |
| (M) | Meister 2000     |
| (P) | Pokalsieger 2000 |

### Spiele und Ergebnisse
|              | B36 | B68 | B71    | HB     | KÍ    | VB  |
| ------------ | --- | --- | ------ | ------ | ----- | --- |
| B36 Tórshavn |     | 0:1 | 4:0    | 1:0    | 0:2   | 2:1 |
| B68 Toftir   | 0:1 |     | 5:1    | 2:3    | 2:4   | 2:0 |
| B71 Sandur   | 1:4 | 0:4 |        | 0-:- 1 | 00:17 | 1:4 |
| HB Tórshavn  | 1:0 | 8:2 | 3:1    |        | 4:8   | 1:2 |
| KÍ Klaksvík  | 2:0 | 1:0 | 7:0    | 11:10  |       | 5:0 |
| VB Vágur     | 0:1 | 0:0 | 0-:- 2 | 3:3    | 3:0   |     |

## Torschützenliste
Bei gleicher Anzahl von Treffern sind die Spielerinnen nach dem Nachnamen alphabetisch geordnet.
| Platz | Spieler                  | Mannschaft                      | Tore |
| ----- | ------------------------ | ------------------------------- | ---- |
| 1     | Kristina Eyðbjørnsdóttir | HB Tórshavn (8) KÍ Klaksvík (9) | 17   |
| 2     | Vivian Bjartalíð         | KÍ Klaksvík                     | 15   |
| 2     | Malena Josephsen         | KÍ Klaksvík                     | 15   |
| 4     | Ragnhild Elin Aas        | KÍ Klaksvík                     | 12   |
| 5     | Rannvá B. Andreasen      | KÍ Klaksvík                     | 07   |
| 5     | Halltóra Joensen         | VB Vágur                        | 07   |
| 5     | Eyðfríð Kristiansen      | HB Tórshavn                     | 07   |
| 8     | Súsanna Maria Hansen     | B36 Tórshavn                    | 06   |
| 8     | Sólvá Joensen            | B36 Tórshavn                    | 06   |
| 8     | Bára S. Klakstein        | KÍ Klaksvík                     | 06   |
| 8     | Lydia V. Vesturtún       | HB Tórshavn                     | 06   |

Dies war nach 1991 der zweite Titel für Kristina F. Eyðbjørnsdóttir.

## Trainer
| Mannschaft   | Trainer                | Spieltage       |
| ------------ | ---------------------- | --------------- |
| B36 Tórshavn | Elmar Viðarsson        | 1–06 (Vorrunde) |
| B36 Tórshavn | Elmar Viðarsson        | 1–10 (Endrunde) |
| B68 Toftir   | Petur Jónsvein Thomsen | 1–06 (Vorrunde) |
| B68 Toftir   | Petur Jónsvein Thomsen | 1–10 (Endrunde) |
| B71 Sandur   | unbekannt              | 1–06 (Vorrunde) |
| B71 Sandur   | unbekannt              | 1–10 (Endrunde) |
| HB Tórshavn  | Jákup Bogi Joensen     | 1–06 (Vorrunde) |
| HB Tórshavn  | Jákup Bogi Joensen     | 1–10 (Endrunde) |
| KÍ Klaksvík  | Jón Harald Poulsen     | 1–06 (Vorrunde) |
| KÍ Klaksvík  | Jón Harald Poulsen     | 1–10 (Endrunde) |
| VB Vágur     | unbekannt              | 1–06 (Vorrunde) |
| VB Vágur     | unbekannt              | 1–10 (Endrunde) |

## Spielstätten
| Mannschaft   | Stadion        | Spielort |
| ------------ | -------------- | -------- |
| B36 Tórshavn | Gundadalur     | Tórshavn |
| B68 Toftir   | Svangaskarð    | Toftir   |
| B71 Sandur   | Inni í Dal     | Sandur   |
| HB Tórshavn  | Gundadalur     | Tórshavn |
| KÍ Klaksvík  | Við Djúpumýrar | Klaksvík |
| VB Vágur     | Á Eiðinum      | Vágur    |

## Schiedsrichter
Folgende Schiedsrichter leiteten die 40 ausgetragenen Erstligaspiele (zu einem Spiel fehlen die Daten):
| Name                    | Stammverein     | Spiele |
| ----------------------- | --------------- | ------ |
| Petur Erhard Kjærbo     | SÍ Sumba        | 05     |
| Georg Nolsøe Rasmussen  | B36 Tórshavn    | 04     |
| Jógvan Arnfinn Jacobsen | ÍF Fuglafjørður | 03     |
| Dia Lamhauge            | NSÍ Runavík     | 03     |
| Lassin Isaksen          | KÍ Klaksvík     | 02     |
| Eigil Olsen             | HB Tórshavn     | 02     |

Weitere 20 Schiedsrichter leiteten jeweils ein Spiel.

## Die Meistermannschaft
In Klammern sind die Anzahl der Einsätze sowie die dabei erzielten Tore genannt.
| 1. | KÍ Klaksvík |
|    | Ragnhild Elin Aas (5/12) \| Rannvá B. Andreasen (10/7) \| Vivi Andreasen (8/0) \| Vivian Bjartalíð (16/15) \| Kristina Eyðbjørnsdóttir (8/9) \| Anna Müller Jacobsen (8/0) \| Malena Josephsen (15/15) \| Annelisa Justesen (7/1) \| Bára S. Klakstein (14/6) \| Mariann Maslyk (7/2) \| Paula Mikkelsen (14/0) \| Sigrid Mikkelsen (3/0) \| Ann Olsen (12/0) \| Una Olsen (6/1) \| Ragna B. Patawary (16/3) \| Birgit Ryan (1/0) \| Elsa Maria Simonsen (13/3) \| Jensa Sirdal (14/1) \| Súsanna Sivertsen (1/0) \| Paula Sjóstein (16/1) \| Petra Sjóstein (5/0) ohne Einsatz: Jóna Bjartalíð \| Margit Gaard Joensen \| Jutta Mikladal - Trainer: Jón Harald Poulsen |

## Auszeichnungen
Nach dem Saisonende gaben die Kapitäne und Trainer der zehn Ligateilnehmer sowie Pressemitglieder ihre Stimmen zur Wahl der folgenden Auszeichnungen ab:
- Spielerin des Jahres: Kristina Eyðbjørnsdóttir (HB Tórshavn/KÍ Klaksvík)
- Torhüterin des Jahres: Anna Müller Jacobsen (KÍ Klaksvík)
- Nachwuchsspielerin des Jahres: Randi S. Wardum (HB Tórshavn)
- Trainer des Jahres: Jón Harald Poulsen (KÍ Klaksvík)

## Nationaler Pokal
Im Landespokal gewann HB Tórshavn im Elfmeterschießen gegen Meister KÍ Klaksvík.

## Europapokal
2001/02 spielte KÍ Klaksvík als Meister des Vorjahres in der Vorrunde des UEFA Women’s Cup, gewann dabei gegen USC Landhaus Wien (Österreich) mit 2:1 und verlor anschließend gegen HJK Helsinki (Finnland) und Torres Terra Sarda (Italien) jeweils mit 0:4. Die Gruppe wurde somit auf dem dritten Platz beendet.